# Dubravka Ugrešić
Dubravka Ugrešić   (Kutina, 27 de març de 1949 - Amsterdam, 17 de març de 2023) fou una escriptora croata. Fou autora de diverses novel·les, col·leccions de relats curts i assajos. Els seus llibres han estat traduïts a altres llengües i han aconseguit diversos guardons literaris.